# 宇智波斑
宇智波斑（うちはマダラ，Uchiha Madara）是日本动漫系列《火影忍者》中实力最顶尖级別的角色之一，因为年紀很大，直到后期才出現真面目，木葉創始的元老級人物，因為對和平的想法、領導的治理理念中的分歧，導致宇智波與木葉的一連串衝突，最后离开木叶，他的最終目的是利用無限月讀的幻術施放到月亮上，來讓世上的人們沈浸在美好中，以此來結束世間的痛苦與戰亂，而對征服世界有強烈企图和辛辣的手段，是主要的反派之一。

## 人物

### 個人檔案
- 父親：宇智波田島
- 弟弟：宇智波泉奈
- 愛吃的東西：豆皮壽司
- 討厭的食物：沙丁鱼
- 個性：好戰的、野心大[2]
- 想挑戰的對手：千手柱間
- 喜歡的話：你也想起舞嗎？&你還能起舞嗎？
- 興趣：老鷹狩獵（獵魚）、打水飄
- 查克拉性質：風、雷、水、火、土、陰、陽[3]

### 外表與性格
宇智波一族首領，戰國時代被歌頌為「忍界最強」，宇智波泉奈的兄長，六道仙人長子因陀羅的轉世。特徵是黑色長髮覆蓋右眼，深眼袋，身穿紅色軍甲的男子，和宇智波鼬一樣能長期維持「寫輪眼」狀態。興趣是老鷹狩獵和打水漂，性格刻薄寡恩、自視甚高藐視眾生、慕強且好勝心極強。對另外一位最強忍者千手一族首領千手柱間既是朋友，卻又抱有著強烈的敵意。柱間的性格品性他絕口不提，也不在意。

### 身世與經歷
宇智波斑和千手柱間是幼年期就互相認識的朋友，但因為戰國時代關係，遇敵人時即使年幼也得投入戰場，忍者年齡平均不超過三十歲，故雙方僅報名不報姓，由回憶錄得知，柱間這代有四位兄弟，其中二位板間、瓦間已死，斑這代則有五位兄弟，戰爭期間斑剩下最後一位兄弟泉奈。後來泉奈在一場戰爭中被千手扉間重創，最後重傷不治，泉奈在死前為了守護宇智波一族把雙眼交付於斑，讓斑得到了「永恆萬花筒寫輪眼」。
戰爭末期斑敗於千手柱間並要對方了結自己，可是柱間不肯。柱間希望能與斑修好，但斑表示如果要使自己相信柱間，柱間就得從自己、斑或扉間的命之中作出抉擇，以表示決心，由此柱間選擇要自我了斷，但被斑阻止，最後斑與柱間和好，一起建立木葉忍者村，木葉忍者村的名字就是斑取的。最初柱間欲推舉斑擔任火影，但因為扉間及村民的反對，終究由柱間擔任初代火影，他呼籲族人離開木葉避免被扉間迫害，但為人處世突出一個「寧可我負天下人不可天下人負我」，所以眾叛親離、無人願意跟隨。之後因兩人各自的理念出現衝突而起爭執。在終結之谷，斑帶著被其控制的九尾與柱間展開激烈交戰，但九尾被柱間以木龍束縛，最後以斑戰敗告終。
許多人認為斑在那場戰鬥中戰死了，但實際上斑在那場戰鬥中存活下來，而且還取得了柱間的細胞。根據黑絕的說法，準確來說斑的確在那場戰鬥中戰死了，但其右眼已設定了預定時間差的伊邪那歧而讓自己復活，並造出影分身偽裝成自己的屍體掩人耳目。事後他將柱間的細胞移植到傷口處，但直到年老將死之際才得以覺醒新的力量，終於開啟了輪迴眼，並解開十尾軀殼的封印從封印石－月亮中通靈出來，稱之為「外道魔像」，且通過外道魔像來製造柱間的劣質複製品「白絕」（實為身中無限月讀的人經過長年累月變化而成）。
神無毘橋之戰後，斑以蒼老的面孔出現在瀕死的宇智波帶土面前，由此得知他與柱間交戰後未死，並依靠外道魔像的查克拉存活了數十年之久，自稱「宇智波的亡靈」，有意斬斷世間的因緣，創造只有勝者、和平和愛的世界，之後設計讓琳被卡卡西殺死，令帶土決定執行他的計畫，並製造出自己的劣質複製品「黑絕」（實為大筒木輝夜的意志，長期以來為了復活輝夜潛伏在斑的身邊）和控制外道魔像的黑棒提供給他使用，並在教授宇智波禁術和陰陽遁術之後切除維生裝置死亡。在他去世後，帶土依其計畫自稱為“宇智波斑”，成為曉組織的幕後黑手（前期對於除了培因和小南之外的成員以鳶的身分自稱，後替代了蠍的位置）。

## 劇情表現

### 第四次忍界大戰篇
藥師兜用「穢土轉生」之術召喚出宇智波斑，植入更完整的柱間細胞，一度使斑以為自己是被長門用輪迴天生之術復活，在得知真相之後，對於「那個傢伙」（指帶土）沒有依照約定的計劃進行，使他以穢土轉生的形態復活頗為憤怒（因為這樣就無法成為十尾祭品之力，亦無法召喚外道魔像）。斑本欲召喚九尾，但九尾仍在鳴人體內而無法召喚，使他打消念頭改用木遁·樹界降誕進一步消滅倖存者。千鈞一髮之際被鳴人分身以大量分身和大玉螺旋丸炸毀但亦用盡查克拉（包括九尾賦予的），累得躺在地上。斑和無改用肉搏戰迎擊卻被及時以天送之術趕到的綱手和雷影踢開。水影也在不知火弦間、並足雷同、疊伊瓦希聯合使用飛雷神之術傳送過來。之後，水影和雷影聯合壓制，惜始終無法打穿須佐能乎的保護。後來土影以超加重岩之術大大加強雷影的拳擊攻擊力並擊穿了須佐能乎（第二形態）。土影和雷影本想乘石人乘勝追擊，但被斑以木遁·花樹界降臨反壓。火影見狀，立即要求風影載他們飛走以避免吸入毒花粉，卻被斑以須佐能乎一掌拍回森林中。斑同時放出火遁·豪火滅失焚燒森林。水影本欲放出水遁滅火，但受毒花粉影響下昏倒。五影中只剩下土影勉強保持意識，臨昏迷之際激起意志力將大片森林用塵遁分解掉。斑故意被塵遁命中部分鎧甲，並向五影展示胸口植入柱間細胞處。其後斑宣稱優先殺死綱手，綱手解開百豪之術，五影在相互配合攻擊下再一次打碎須佐能乎，綱手以驚人速度和力量直擊斑的身體並打穿一個大洞，我愛羅隨即封印斑，惜斑早已用木分身替換真身，並從地下突然以須佐能乎劍暗殺綱手。綱手因為使用了百豪之術而沒有死去，更折斷須佐能乎劍，並用斷刃襲擊斑，可惜完全沒有效用，被斑的八尺瓊勾玉直擊但瞬間回復。土影本欲以塵遁突襲斑，但被斑以輪迴眼的能力吸收，方醒悟剛才斑是故意被命中的。綱手嘲諷斑被五影打到要用木分身替身。斑放出二十五個木分身使五影每人都要應戰五個木分身來回應五影對斑的五對一情況。由於斑本身的實力已經強得可怕，再加上所有木分身都懂得使用須佐能乎，五影一度被打得落花流水，在互相掩護下才不致被打死。絕境下，五影聚集在一起，綱手為土影補充查克拉使他可以再次放出超大的塵遁，土影放出塵遁清掃所有分身，水影放出水龍彈之術打算將斑拉入塵遁中銷毀，雷影在水龍彈中放出雷遁麻痺斑的身體使其無法單靠體術脫離。斑本想以輪迴眼吸收掉水遁和雷遁，然而我愛羅在水龍彈中運入了沙子和封印符。如果斑繼續吸收忍術便會被沙子和封印符所掩埋，最終被封印。這時斑一改心態，從戲弄敵人改為全力應戰，斑在即將被我愛羅封印術封印時使出完全體「須佐能乎」。「須佐能乎」完全體以壓倒性的力量把五影一擊打飛好幾百米並連帶五影身後的山砍開一分為二。正當「須佐能乎」完全體以壓倒性的力量再次展現之時，宇智波鼬制伏藥師兜後以幻術控制他，並使其結印解除「穢土轉生」之術，斑在「穢土轉生」即將解除之際，終止了與施術者的之間通靈契約，所以能夠不受控制、擁有「不死之身」以及「無限查克拉」，即使五影合力亦不是對手。在擊敗五影後，斑隨即到達帶土身邊，收回了軍配團扇後和漩渦鳴人、旗木卡卡西、阿凱和殺人蜂展開決戰。斑原本想直接結束戰鬥而釋放「須佐能乎」攻擊，但被鳴人擋下之餘反被阿凱的「晝虎」擊中。經過一番交戰後，十尾成功復活，後來斑甚至透過黑絕成功控制帶土，迫他使用輪迴天生之術令自己復活。

月之眼

重新得到肉身後，既使不再擁有穢土轉生的不死之身與輪迴眼，他仍以一己之力對抗、承受忍者聯軍與九大尾獸的聯合攻擊，並發動須佐能乎從我愛羅與守鶴聯合施展的封印術中逃脫。雖然在隨後尾獸們以九隻尾巴的攻擊中斷去右臂，斑卻以及時趕到的白絕將其右手接上自身，並裝回之前移植到長門身上的輪迴眼右眼，斑展開下一波的攻勢使用「輪墓‧邊獄」壓倒尾獸們後用査克拉鎖鏈制服一尾至九尾拉進外道魔像，成功吸收十尾本體後成為「第三個六道仙人」，並先後擊倒扉間（插入黑棒控制行動）、佐助（突襲時反被自身武器貫穿胸腔）、湊、我愛羅與卡卡西。在與阿凱、鳴人與佐助激戰後，班突襲卡卡西奪取源自帶土的寫輪眼左眼，前往異空間到帶土那裡取回自己的輪迴眼左眼。其後並以黑絕控制帶土，通過異空間返回戰埸，輪墓邊獄的影子增加至四個。斑擊敗小櫻並發動地爆天星，飛到高空，打開輪迴寫輪眼（月之眼）開始發動無限月讀，除了被佐助須佐能乎遮蔽住的原第七班成員和穢土重生的歷代火影外，其他人都身中此術，且被斑以神樹生命能量使出的樹界降誕包裹，進入夢境世界。
斑在完成發動無限月讀後被黑絕從背後偷襲，才得知黑絕的真實身分是大筒木輝夜（即為六道仙人的生母）的意志，隨後他的身體被強行注入的輝夜之力吞噬，復活的輝夜繼續與鳴人、佐助等人展開激烈的戰鬥。漩涡鸣人与宇智波佐助将辉夜与黑绝封印后，斑再度出现，左胸的柱间细胞消失，斑也因为体内的尾兽被抽走而处于奄奄一息的状态，最终斑与柱间解开心结，将忍界的未来交给后辈后含笑而逝。鸣人与佐助在大筒木羽衣的陪同下见证了他们上一代转生者的最终结局。

## 術
- 底色為 （杏仁白）色的表示該忍術為動畫、遊戲、劇埸版的原創。

| 招式名稱            | 簡介 | 種類               | 等級 |
| ------------------- | --- | ------------------ | ---- |
| 宇智波·反弹         | 斑的團扇能夠吸收查克拉，將查克拉轉換為風的性質。此招能將敵人使出的術轉換成暴風反彈回去。 | 忍                 | B[4] |
| 通靈之術            | 斑能召喚出九尾，但在人柱力封印的情況下除外。 | 忍                 | -    |
| 穢土轉生·解         | 結下解除穢土轉生通靈契約的印，得到不死的軀體、無限的查克拉、不再受施術者控制，使穢土轉生者可以自由行動的術。 | 忍                 | -    |
| 火遁·豪火滅卻       | 一口氣將體內聚集的查克拉化為火炎吐出來。此術能產生強大火焰，將四周化為火海。數十水遁忍者聯合發動大型「水遁·水陣壁」也只能勉強抵擋，威力驚人。 | 忍                 | B[5] |
| 火遁·豪火滅失       | 吐出比「火遁·豪火滅卻」更集中的火矛。 | 忍                 | -    |
| 火遁·豪火旋風       | 終極風暴4原創招式。與柱間在終結之谷戰鬥時施展。首先使用「火遁·豪火滅卻」製造大量火焰，再以團扇扇出四道巨型龍捲風，將火焰壓縮於龍捲風中，威力足以撕裂大地。 | 忍                 | -    |
| 火遁·龍炎放歌之術   | 可謂是「火遁·豪龍火」的強化版，數個龍頭型火炎對敵人進行攻擊。 | 忍                 | -    |
| 火遁·灰塵隱之術     | 輪迴天生復活後在斑的雙眼失明的狀態時發動的術，範圍廣闊，利用高溫的灰塵進行攻擊。 | 忍                 | -    |
| 影分身之術          | 用於諜報的高級分身術，是將查克拉均分製造出實體分身，並可同使用者一起行動戰鬥，解除後能將記憶和經驗傳回本體。斑曾經在終結谷之戰後，為了瞞騙扉間而留下影分身。 | 忍                 | B    |
| 木遁·木分身之術     | 用木頭製造分身，斑曾用此術躲過了綱手的攻擊和我愛羅的封印。 | 血繼限界、忍       | -    |
| 木遁·多重木分身之術 | 為木分身及多重影分身融合運用的強化版，能分身出更多個木分身。 | 血繼限界、忍       | -    |
| 木遁·樹界降誕       | 初代火影的血繼限界，斑透過細胞移植取得，這是種能生成以査克拉當做生命來源的巨大樹木，並隨心所欲地操縱樹木進行攻防，同時抓住敵人的全能之術。 | 血繼限界、秘傳、忍 | -[6] |
| 木遁·花樹界降臨     | 初代火影的忍術，此術就是可以自由控制樹木，讓自己的查克拉當做生命來源發動的忍術，會不斷生長，生長的力量連石頭都可以瞬間爆破掉，在一瞬間就可以創造出一個森林，大規模改變地型。花樹界降臨屬於樹界降臨的加強版，不止規模更大，而且還可以長出花，敵人一旦吸入花的花粉就會暈倒。 | 血繼限界、忍       | -    |
| 木遁·木龍之術       | 召喚出長勾鼻、全身帶刺的巨大木龍，將敵人纏住，能吸收對手的查克拉。曾壓制過斑控制的九尾，能夠吸收尾獸査克拉，長出茂密的樹木。 | 血繼限界、忍       | -    |
| 陰陽遁之術          | 陰陽遁是一種能從無形中創造形態的陰遁與給形態注入生命的陽遁為基礎，是一種"把想像賦予生命的具象化之術"。斑曾經授予帶土陰陽遁，亦曾經透過求道玉配合以陰陽遁為基礎將一切無效化的術使用，將穢土之身的湊左手毀掉，使其不能恢復。                                                 | -                  | -[7] |
| 禁個呪之札[8]       | 是綁在心臟上的咒印符，如果被系上的人想從體內摘除，行動便會受到抑制。 | 封印術、忍         | -    |
| 六道十尾柩印[9]     | 能將十尾吸取至體內並與其融為一體，是一種為了成為十尾祭品之力而使用的忍術。 | 血繼限界、忍       | -    |

### 瞳術
- 底色為 （杏仁白）色的表示該忍術為動畫、遊戲、劇埸版的原創。

| 招式名稱            | 簡介 | 種類                 | 等級  |
| ------------------- | --- | -------------------- | ----- |
| 寫輪眼              | 可以洞察、複製、催眠、記憶、看見穴絡經脈，可透過顏色來區分査克拉，並看見敵方的下一個動作。而且眼睛上勾玉的數量越多（最多三個），擁有者的反應和能力越強。 | 血繼限界             | -     |
| 萬花筒寫輪眼        | 比寫輪眼更高級的瞳術，例如直接攻擊（天照）、精神攻擊（月讀）、特殊攻擊(神威)等，但因過度使用會使眼睛逐漸失去光明。 | 血繼限界             | -     |
| 永恆萬花筒寫輪眼    | 能夠開萬花筒寫輪眼的情況下，用同族兄弟之一所開的萬花筒寫輪眼移植取代，獲得雙重萬花筒寫輪眼的能力，使用萬花筒寫輪眼將不再失去光明。 | 血繼限界             | -     |
| 輪迴眼              | 被稱為三大瞳術中最崇高的眼睛，據說一切忍術的始祖六道仙人就擁有輪迴眼，以此能讓一個人能夠使出原本不可能做到查克拉的六大性質變化，此眼為萬花筒的進化版，若是開萬花筒寫輪眼的因陀羅轉世者配合阿修羅轉世者的細胞可直接升級成此眼，也可使用「須佐能乎」。                                                                 | 血繼限界             | -     |
| 輪迴寫輪眼[10]      | 發動無限月讀所需要的眼睛，在676話斑透過輪迴之力對映月亮導致額頭開眼。此眼亦為大筒木輝夜所擁有。 | 血繼網羅             | -     |
| 神威[11]            | 宇智波帶土的瞳術，該術屬於時空間忍術的一種，能扭轉空間藉此將任何攻擊與物體(包含自己)轉移到自己創造的異空間或別的地方去。宇智波斑奪取了卡卡西的寫輪眼之後發動神威到異空間，狙擊帶土取回左輪迴眼。 | 血繼限界、忍         | -     |
| 須佐能乎            | 在擁有一對萬花筒寫輪眼後的隱藏瞳術，可將查克拉實體化為魁梧戰神(斑的須佐能乎顏色為深藍色)，攻防一體，不同的萬花筒寫輪眼，須佐能乎的招式也有所不同。 | 血繼限界、忍         | -[12] |
| 天碍震星[13]        | 斑的須佐能乎能力之一，透過召喚隕石從天而降直擊目標以造成災難性的破壞，隕石的大小和數量可隨施術者自由決定。此術為實用性極佳的大規模攻擊技能，曾於第四次忍界大戰時以穢土轉生的身軀施展。 | 血繼限界、忍         | -     |
| 威裝·須佐能乎[14]   | 將須佐能乎當成九尾的鎧甲穿在尾獸身上，是一種將瞳術與尾獸力量融合的須佐能乎，可大幅提升戰鬥能力。 | 血繼限界、忍         | -     |
| 完全體·須佐能乎[15] | 呈斗篷狀態的完全體·須佐能乎，把查克拉定型成武士裝甲的高鼻天狗形態，揮刀就可以破壞幾公里土地，瞬間打穿大山，力量能與尾獸匹敵，即代表破壞之意義。 | 血繼限界、忍         | -     |
| 須佐能乎·二刀之舞   | 名字取自終極風暴3。用太刀揮出劍氣，能輕易破壞幾公里土地，砍斷大山，曾以此術令五影感到絕望。終極風暴3中配合木遁·木龍之術使出，使對手無法迴避。 | 血繼限界、忍         | -     |
| 通靈之術·外道魔像   | 透過輪迴眼與外道魔像的契約，使用通靈之術即可召喚，為十尾的軀殼。 | 血繼限界、忍         | -     |
| 輪墓·邊獄           | 斑的輪迴眼獨有瞳術。在名為「輪墓」的虛幻世界裏，斑可以創造出可離開本體並能碰觸現實世界一切的影子（單輪迴眼下只能有一個影子，一對輪迴眼下能同時有更多的影子）。影子在一定時間後必須回到本體。物理攻擊對影子無效，但仙術攻擊可以對影子奏效。只有兩種辦法可以感知：一是用輪迴眼看到影子，二是用六道仙人的仙術感覺影子。 | 血繼限界、忍         |       |
| 封術吸印            | 輪迴眼的能力之一，可吸收一切屬性的查克拉攻擊，也可以直接吸收敵人自身的查克拉。第四次忍戰中使用本術抵消大軒的塵遁·原界剥离之术和鳴人的風遁·螺旋手裡劍。培因餓鬼道和宇智波佐助也曾使用過本術。 | 封印術、忍           | -     |
| 地爆天星            | 製造能量球抛向天空，然後產生吸引力，把地上物體吸到表面，形成一個密度極高的巨形球體漂浮在半空。培因天道和宇智波佐助也曾使用過本術。 | 忍、封、血繼限界[16] | -     |
| 萬象黑引            | 終極風暴4原創招式。在斑獲得六道仙人之力後習得之術。創造一黑色球體，並吸收周圍所有物體，與「萬象天引」類似，差別在於前者能夠自動導向目標；後者為施術者手動施展牽引至身旁。 | 血繼限界、忍         | -     |
| 天涯流星            | 終極風暴4原創招式。在斑獲得六道仙人之力後習得之術。首先以「輪墓‧邊獄」對目標進行體術攻擊，之後再以輪墓分身壓制對手，最後從天空向目標施放如豪雨般數量的隕石，且隕石的大小與威力皆和「天礙震星」不相上下，為「天礙震星」的終極版。                                                                                     | 血繼限界、忍         | -     |
| 伊邪那岐            | 要用寫輪眼才能使用的強大瞳術，把現實中等對自己不利的因素化為幻象，把對自己有利的因素化為現實，代價是一只寫輪眼將永遠失去光明，原為六道仙人創造的術，有時間限制。斑曾透過萬花筒寫輪眼的能力，將伊邪那岐及預定的時間差寫入右眼，使其在敗於柱間後復活，並以影分身偽裝成屍體瞞騙千手扉間。                               | 血繼限界、幻         | -     |

### 仙人模式
於第四次忍界大戰時，宇智波斑透過黑絕控制宇智波帶土使用外道輪迴天生復活。復活後的斑將柱間身上的剩餘仙術查克拉吸收，導致斑胸前的柱間面孔出現柱間的仙人模式形態。在吸收仙術查克拉後的斑成功駕馭仙人之力，在674話更首次使用以仙術基礎發動術。
| 招式名稱      | 簡介                                     | 種類         | 等級 |
| ------------- | ---------------------------------------- | ------------ | ---- |
| 仙法·陰遁雷派 | 斑以陰遁配合仙人模式基礎發動的雷遁之術。 | 忍、仙術[17] | -    |
| 仙法·嵐遁光牙 | 斑以嵐遁配合仙人模式基礎發動的嵐遁之術。 | 忍、仙術[17] | -    |

### 神樹·十尾祭品之力模式
在漩渦鳴人拔出當時的十尾祭品之力帶土的尾獸查克拉後，一眾尾獸們因而被放出來。然而，斑使用通靈術·外道魔像，將尾獸們 (除了陰九尾)重新收納到魔像裡，最後十尾再次復活，斑隨即結印吸收十尾，成為十尾祭品之力。673話，斑將神樹吸收，並得知神樹自身是大筒木輝夜，使力量進一步上升。
| 招式名稱    | 簡介 | 種類             | 等級 |
| ----------- | --- | ---------------- | ---- |
| 神·樹界降誕 | 發動無限月讀時的指定動作，透過以神樹的生命能量為基礎的樹界降誕將所有人包裹，從而利用活人達致無限月讀的夢境。 | 血繼網羅[18]、忍 | -    |
| 求道玉      | 在完全掌握尾兽之力后获得，为数个黑色的球体，常规情况下会以球体状态圆环形漂浮在施术者背后，可以按照施术者的意志变化成任意形状，既可以变成击破一切的最强武器也可以变成防御一切的的绝对防御，更可以作为远程攻击的投掷型武器。本身是常备性质的武器随时跟随在施术者身后，但是其有效范围仅限于施术者为中心的70米的范围内，超出此范围的求道玉將不再受施術者控制從而失效。 | 忍術[19]         | -    |
| 無限月讀    | 成為十尾的祭品之力，以額頭的輪迴寫輪眼投射在月亮之上的幻術，以此術控制地球上的所有人類，進而統一世界。 | 血繼網羅[20]、幻 | -    |

## 武器
- 團扇[21]
有兩對六勾玉圖樣的葫蘆形扇。過去多次出現在如自來也、旗木卡卡西等人回憶中的在初代火影時期宇智波斑的背後攜帶的武器。在宇智波帶土打敗小南，拿到「輪迴眼」後，和新的面具一起成為帶土的新裝束，隨後交還給斑。

- 鐮刀
宇智波帶土（鳶）回憶中的在年邁時期宇智波斑的隨身攜帶的武器。宇智波帶土敘述過去宇智波斑帶著九尾挑戰初代火影時，斑亦有使用此武器。

- 黑棒
在606话首次介绍，透過意志轉化成的黑棒，能遠程傳送查克拉與使用六道之術，并可以束缚个体的活动。